# Sabine Steinbach

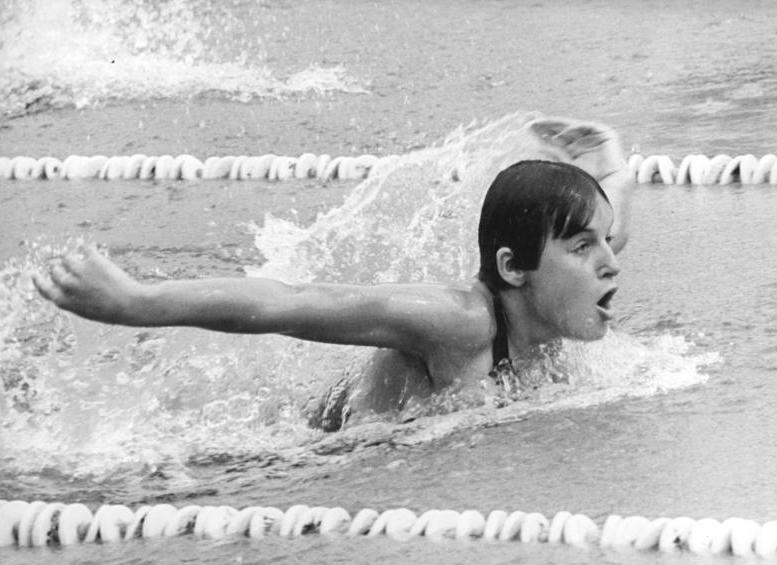
Sabine Steinbach 1969

Sabine Steinbach (* 18. Juli 1952 in Chemnitz, nach Heirat Sabine Klemm) ist eine ehemalige Schwimmerin, die für die DDR startete.

## Karriere
Sabine Steinbach vom SC Karl-Marx-Stadt startete bei den Schwimmeuropameisterschaften 1966 als jüngste Teilnehmerin und belegte über 100 m Schmetterling den siebten Platz. 1967 siegte sie bei den Jugendeuropameisterschaften auf beiden Lagenstrecken. 1968 siegte sie bei den DDR-Meisterschaften über 400 Meter Lagen und belegte über 200 Meter Lagen den zweiten Platz hinter Marianne Seydel. Bei den Olympischen Spielen 1968 erreichten Steinbach und Seydel auf beiden Lagenstrecken das Finale. Während Seydel jeweils den sechsten Platz belegte, erreichte Steinbach den vierten Platz auf der kurzen Lagenstrecke und gewann über 400 Meter Lagen die Bronzemedaille hinter den US-Schwimmerinnen Claudia Kolb und Lynette Vidall.
Sabine Steinbach hörte 1970 mit dem Schwimmsport auf und arbeitete später als Köchin.